# Compañía Interdepartamental de Transporte Automotor S.A.
Compañía Interdepartamental de Transporte Automotor S.A. (conocida como CITA) es una compañía de transporte y carga uruguaya con sede en Montevideo. 

## Historia
Fue fundada el 19 de junio de 1938 en la ciudad de Libertad del Departamento de San José.
Desde sus inicios contaba con servicios urbanos en el Departamento de San José, pero con posteridad comenzó a operar servicios interdepartamentales. En los años cincuenta importaría unidades construidas enteramente en aluminio de aviación por la firma estadounidense Pontiac y con mecánica Detroit de seis cilindros lineales, armada en su totalidad por General Motors Company en Estados Unidos.
Para 1961 ya contaba con servicios entre Montevideo - Playa Pascual y en ese mismo año se incorporó la línea Montevideo - Delta El Tigre, el cual operó durante 27 años. Hasta 1970 este y otros servicios se realizaban con unidades de una sola puerta, es así que se incorporan desde Argentina 15 micros Mercedes Benz 1114 con carrocería El Detalle.
En los años ochenta la compañía fue declarada económicamente inviable por la Corporación Nacional para el Desarrollo mediante un decreto. Es así que la empresa fue puesta en venta y luego adquirida para ese entonces, por el periodista, político y empresario Julio Sánchez Padilla. Actualmente, su directora es Claudia Sánchez.
Es así que, concretamente, en 1988, CITA dejó de prestar muchos de sus servicios, entre ellos el de Montevideo - Delta El Tigre, dando inicio a la empresa Solfy S.A. con 43 exfuncionarios y 15 buses que pertenecían a CITA.  Por último, esa empresa pasó a formar parte de Come S.A. (en 2011) quién la terminó absorbiendo.   
Para 2013, la empresa ya estaba conformada por un total de 78 ómnibus y 273 funcionarios.
Luego, a lo largo de los años, CITA ha ido perdiendo algunas otras líneas, entre ellas, la Línea L (Montevideo - Libertad) la cual también fue incorporada a la compañía Come S.A en 2016.
En 2015, incorporó a su flota un ómnibus modelo O 500 M (1726/30) con motor Euro III de la empresa Mercedes-Benz. Es así que la empresa ha ido renovando gradualmente su flota tanto con este como con otros modelos, optando por Marcopolo en las últimas importaciones hasta el momento, sumando por primera vez cuatro buses con accesibilidad (elevador).

## Servicios
Actualmente[¿cuándo?], CITA S.A. opera una línea metropolitana y varias frecuencias interdepartamentales entre Montevideo, Florida y San José. 
Contó además con una línea internacional de Montevideo a Buenos Aires, denominado como "El Bus de la Carrera", desde los años 80 hasta el año 2017. 
Sus dos principales puntos de partida son la Terminal de Tres Cruces y la Terminal Baltasar Brum.[cita requerida]

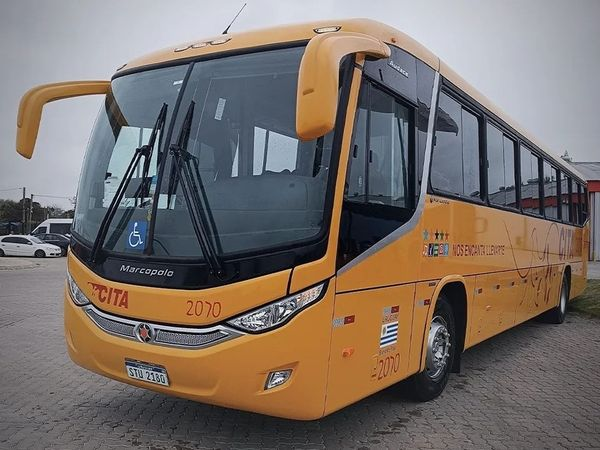
Uno de los primeros cuatro autobuses con accesibilidad incorporados en 2024. Este bus es un Marcopolo Audace.

Hasta el año 2016 estuvo a cargo de la operación de los servicios urbanos del departamento de San José (actuales líneas 1M, 2M, MD1 y MD2 de la compañía Comesa). También contó con un servicio urbano en el departamento de Florida.[cita requerida]

## Líneas
- Línea 2K, desde la terminal Baltasar Brum a la ciudad de Santa Lucía.
- Línea Montevideo - San José
- Línea Montevideo - San José por Canelones
- Línea Montevideo - Florida
- Línea Montevideo - Florida por Cardal
- Línea Montevideo - Casupá
- Línea Montevideo - Tala

## Galería

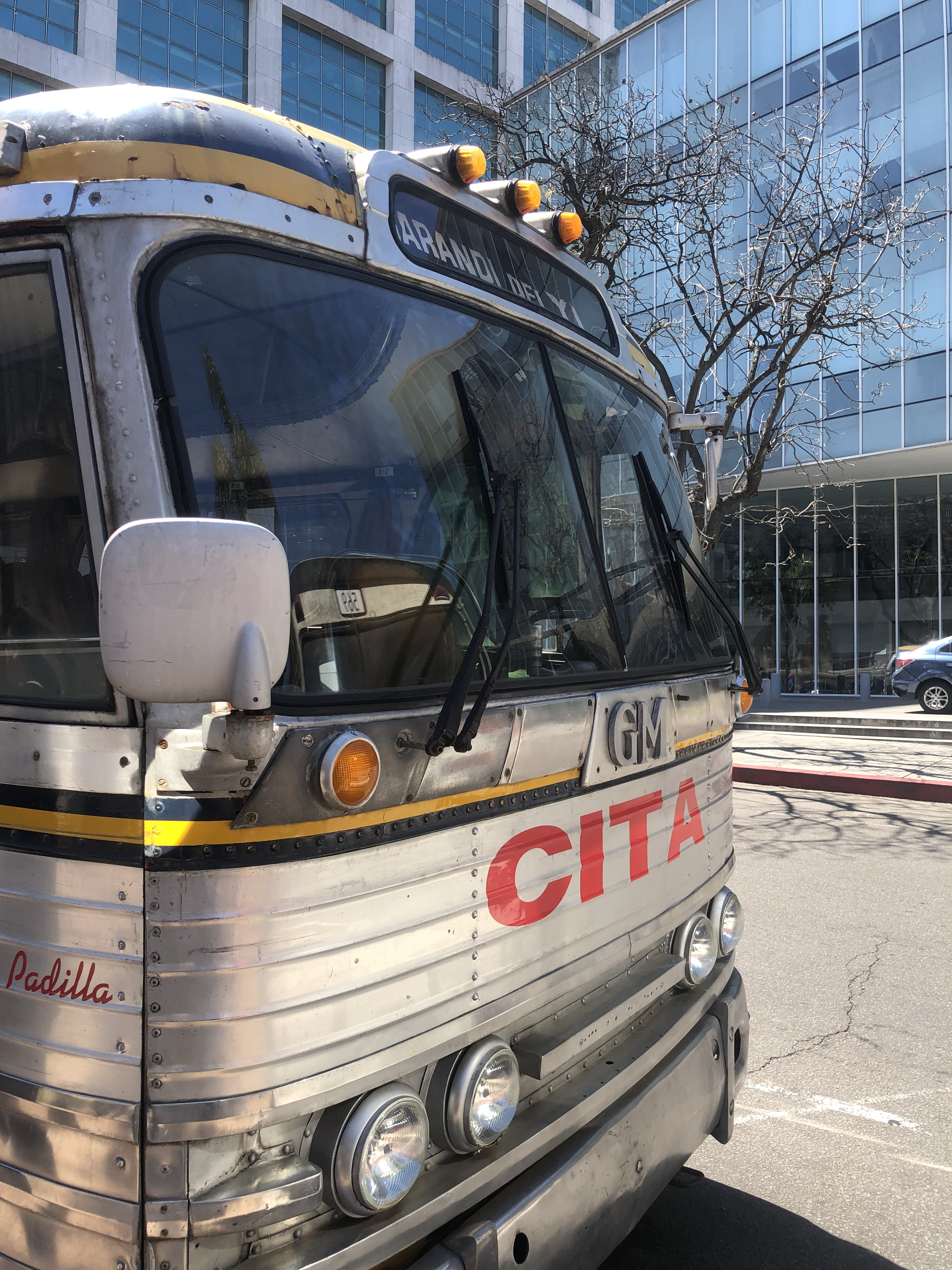
Antiguo bus de CITA.
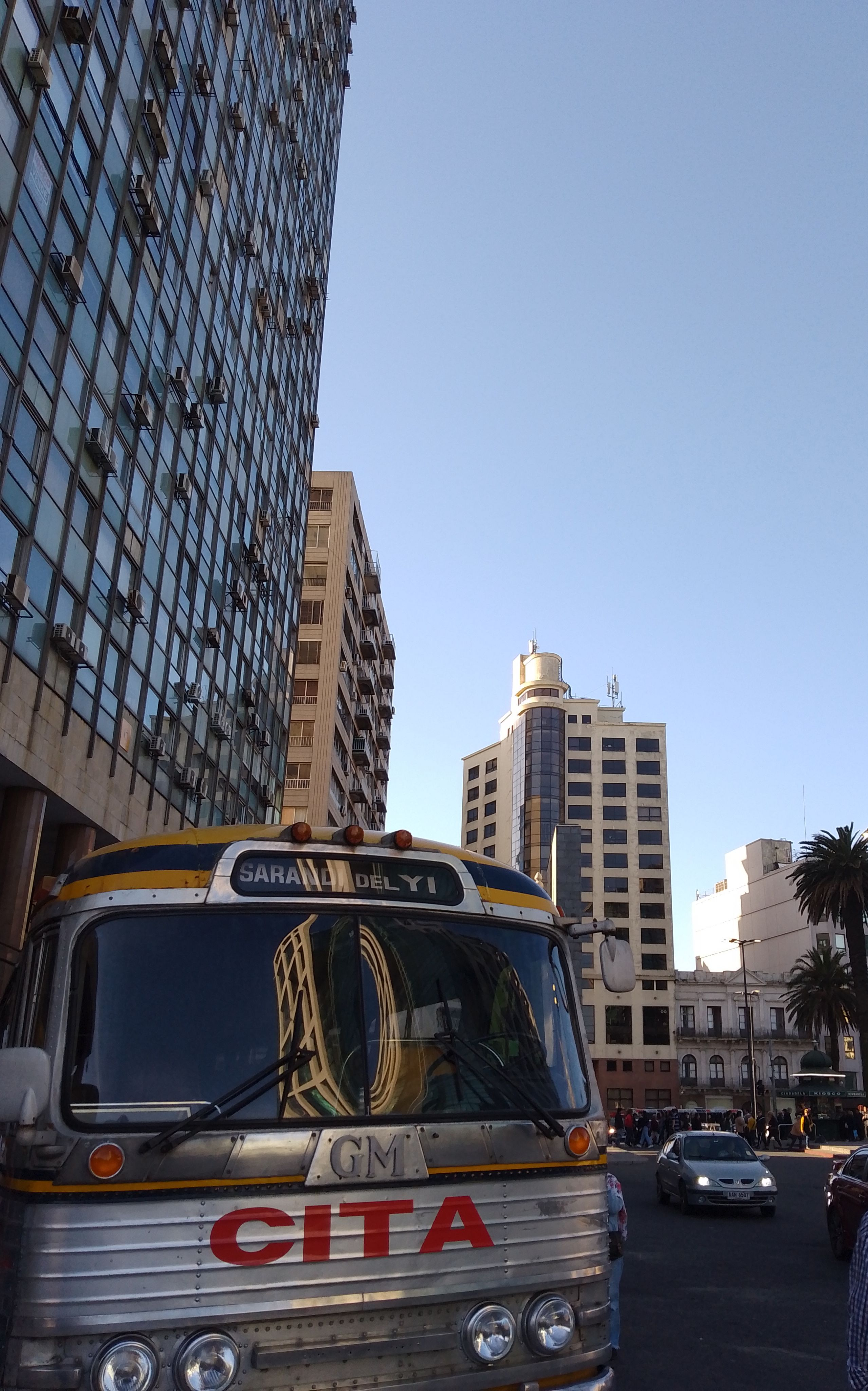
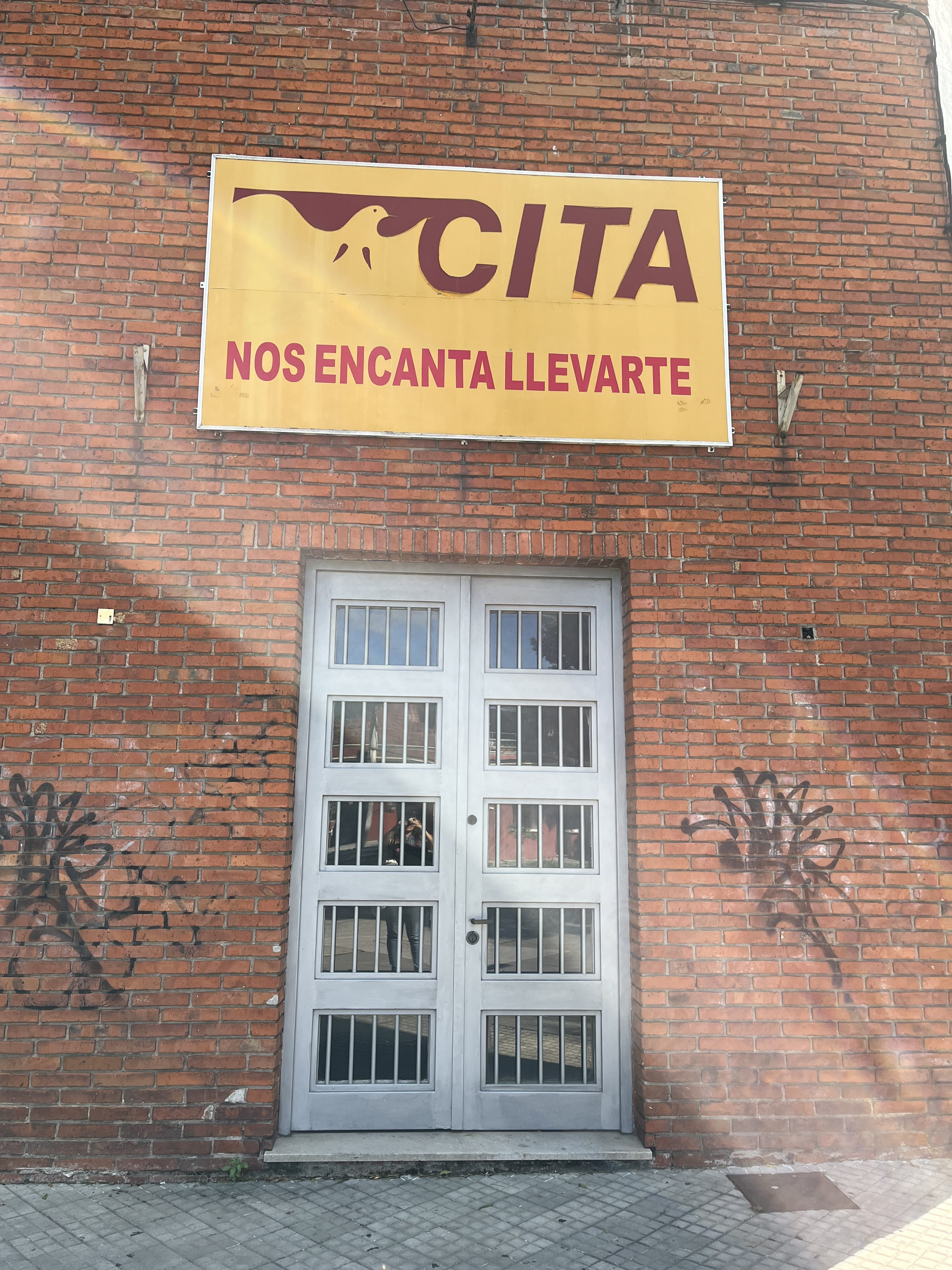
Lema de CITA.
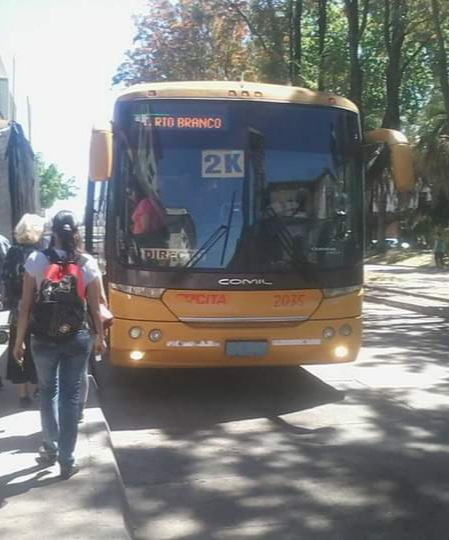
Línea 2K de CITA.
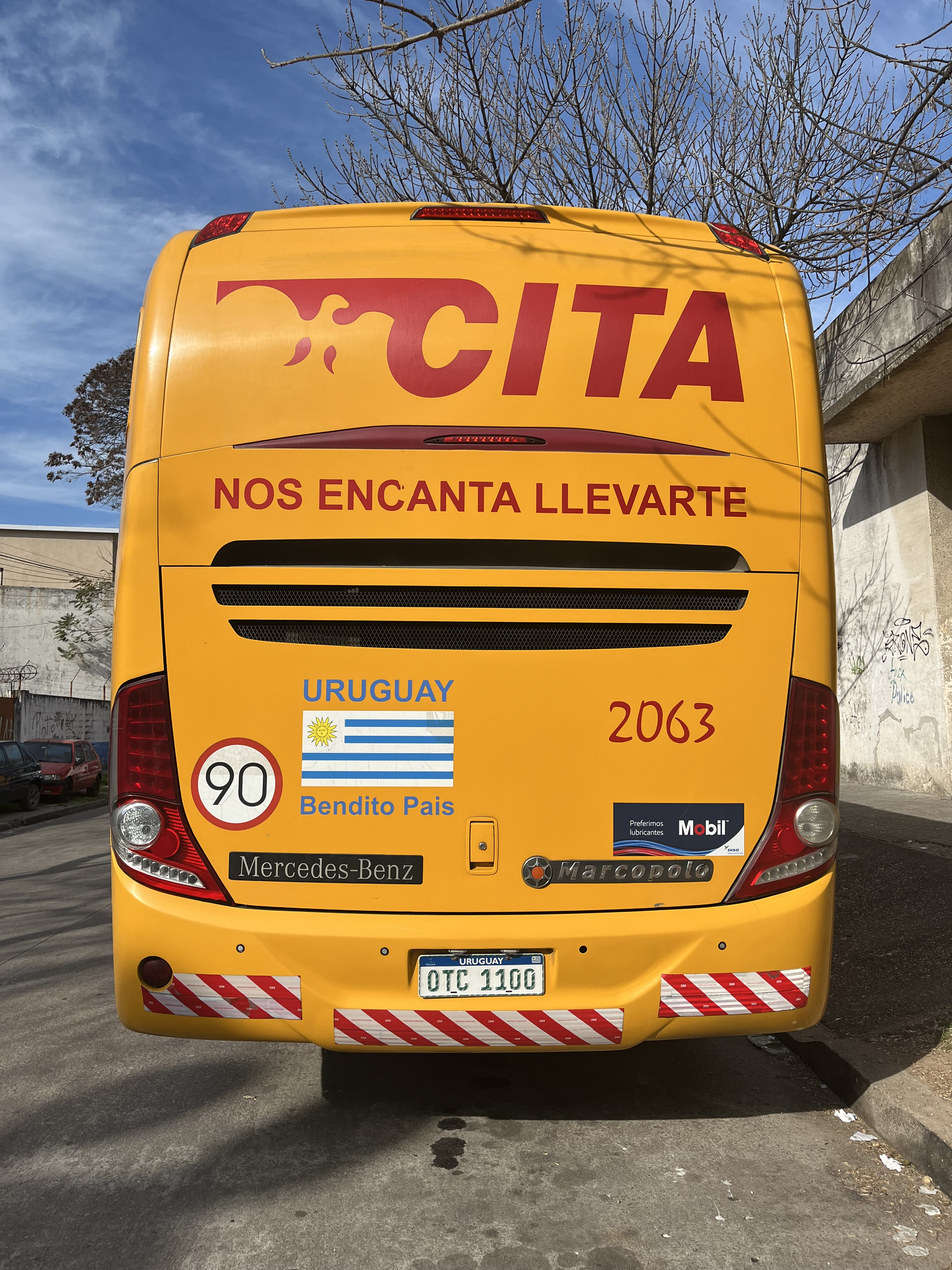